# Kwon Hyeok-kyu
Kwon Hyeok-kyu (en coréen : 권혁규), né le 13 mars 2001 à Pusan (Corée du Sud), est un footballeur sud-coréen qui évolue au poste de milieu défensif au FC Nantes.

## Biographie

### En club

#### Busan IPark (2019-2023)
Né à Pusan en Corée du Sud, Kwon Hyeok-kyu est formé au Busan IPark où il joue depuis les U12. En juillet 2019, alors âgé de 17 ans, il signe un premier contrat semi-professionnel. Il est l'une des grandes promesses du club où il se démarque par sa grande taille, sa polyvalence au milieu de terrain et son aisance technique, notamment avec ses deux pieds.
Le 16 mai 2020, il dispute son premier match de K League 1 face au Jeonbuk Hyundai Motors. Il est titularisé et son équipe s'incline par deux buts à un. En septembre 2022, après un prêt au Gimcheon Sangmu, Kwon Hyeok-kyu fait son retour au Busan IPark.

#### Celtic FC (2023-2025)
Le 24 juillet 2023, Kwon Hyeok-kyu rejoint l'Écosse et s'engage en faveur du Celtic FC en paraphant un contrat de cinq ans, soit jusqu'en juin 2028. Il arrive en même temps que son compatriote Yang Hyun-jun.

#### FC Nantes (2025-)
Le 25 juillet 2025, Kwon Hyeok-kyu paraphe un contrat de trois ans avec le FC Nantes,,.

### En sélection nationale
Kwon Hyeok-kyu représente l'équipe de Corée du Sud des moins de 18 ans pour un total de deux matchs et un but.
Avec l'équipe de Corée du Sud des moins de 23 ans, il participe notamment au Championnat d'Asie des moins de 23 ans en 2022. Il joue trois matchs dont deux comme titulaire lors de cette compétition.